# John Adolphus Bernard Dahlgren

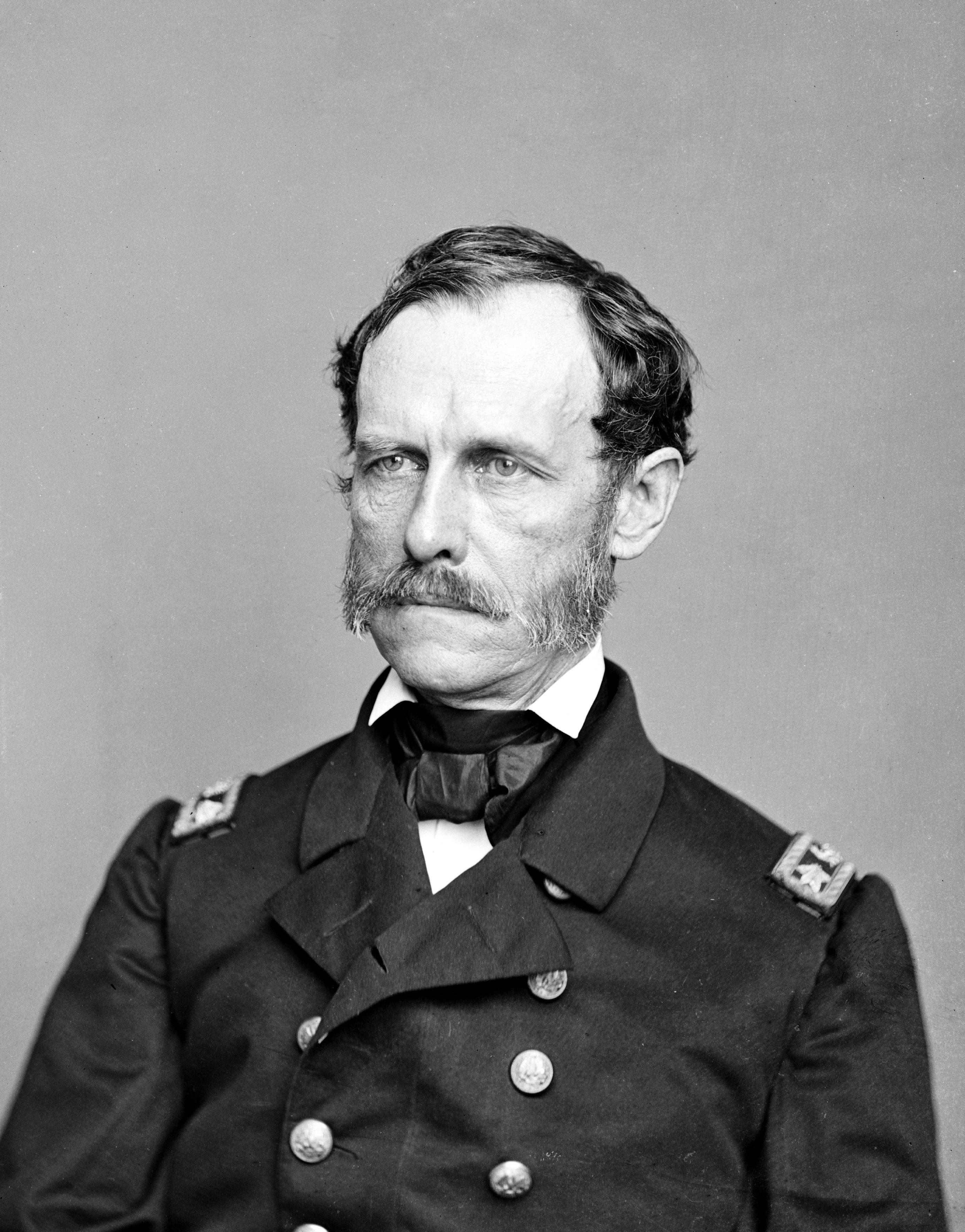
John Adolph Dahlgren

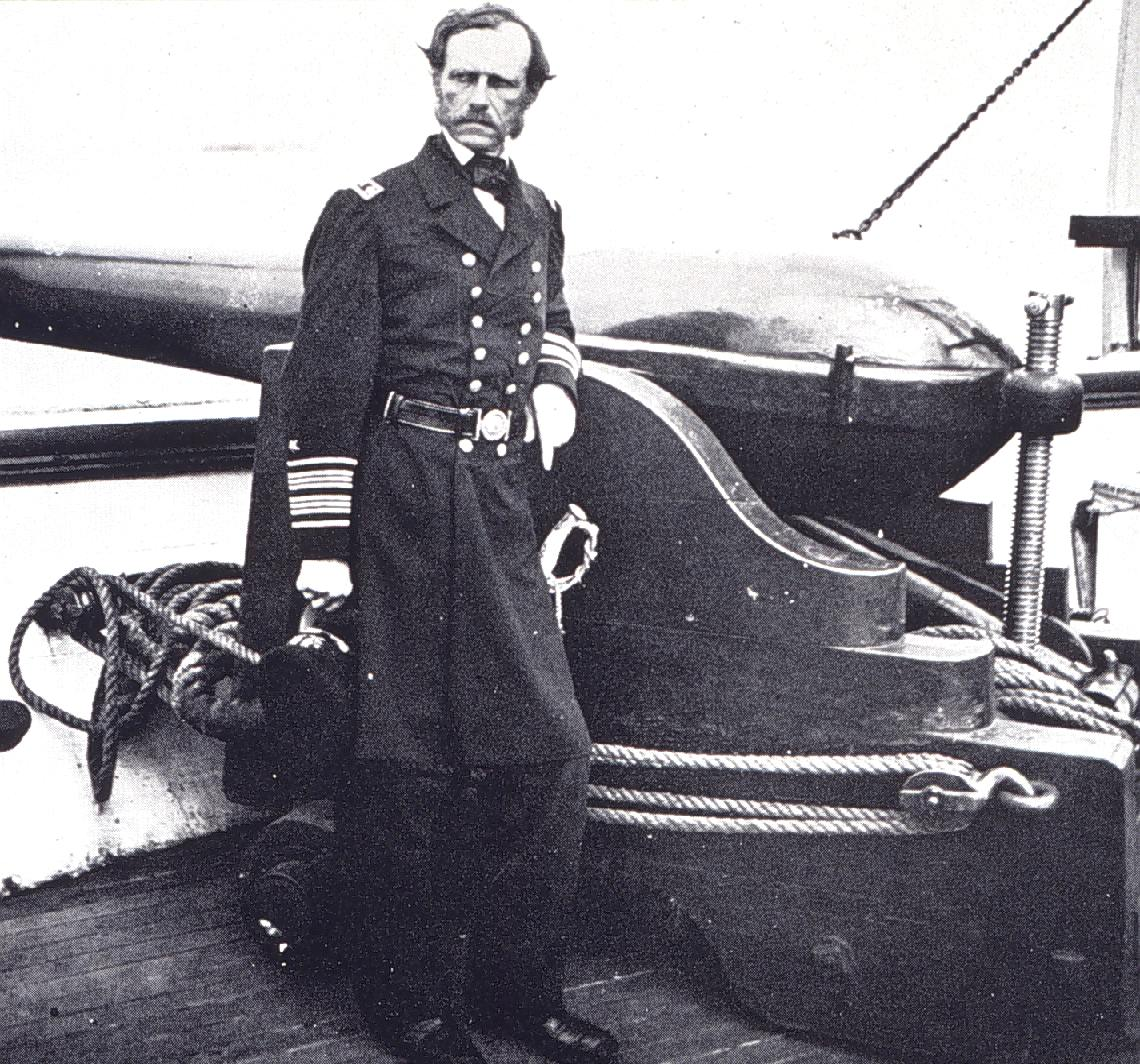
John Adolph Dahlgren mit einer Dahlgren gun

John Adolphus Bernard Dahlgren (* 13. November 1809 in Philadelphia, Pennsylvania; † 12. Juli 1870 in Washington, D.C.) war Konteradmiral (Rear Admiral) der US-Marine.

## Leben
Dahlgren war Sohn des schwedischen Konsuls Bernhard Ulrik Dahlgren. John Dahlgren trat in die US-Marine ein und wurde 1826 Midshipman, 1837 Lieutenant und 1855 Commander. Zwischen 1847 und 1857 war er insbesondere im Geschützwesen der Flotte beschäftigt.
Zuerst wurde er mit der Organisation der Produktion der neuen Hale’schen Raketen in der Washington Navy Yard betraut. Die Raketen wurden dann in dem gleichzeitig tobenden Mexikanisch-Amerikanischen Krieg eingesetzt.
Er ist der Erfinder der nach ihm benannten schweren gusseisernen Schiffsgeschütze (Dahlgrenkanone). Auch führte er die 12- und 24-pfündige Bronzehaubitze in der amerikanischen Flotte ein.
Zu Beginn des Sezessionskriegs wurde er Befehlshaber des  Marinestützpunktes in Washington (D.C.) und im Juli 1862 unter Beförderung zum Captain Chef des Geschützwesens. Zum Rear Admiral befördert führte er die Seeblockade gegen die Konföderierten (Unionsblockade) im Südatlantik und im Golf von Mexiko an. 1863 gehörte Dahlgren zu den Gründungsmitgliedern der National Academy of Sciences.
Nach Kriegsende führte er mehrfach Geschwader, so zwischen 1866 und 1868 das im Südpazifik, und übernahm 1869 wieder das Kommando des Washingtoner Marinestützpunktes.

## Weiteres
Sein jüngerer Bruder Charles Gustavus Ulrich Dahlgren (13. August 1811 bis 18. Dezember 1888) kämpfte als überzeugter Anhänger der Sklaverei auf Seiten der Konföderation im Range eines Brigadegenerals. Er kommandierte die Dritte Brigade der Army of Mississippi, bevor er sich mit Jefferson Davis überwarf.
Im 20. Jahrhundert wurden drei Kriegsschiffe der US Navy nach Dahlgren benannt, zuletzt die USS Dahlgren (Kennung: DDG-43), die 1992 außer Dienst gestellt wurde. Nach ihm benannt sind; Dahlgren, Illinois (Township im Hamilton County)m das Dahlgren Township, im Carver County Minnesota und Dahlgren (Virginia).

## Veröffentlichungen
- Report on the 32 pounders of 32 cwt. (1850)[2]
- System of boat armament in the United States navy. (1852)
- Naval percussion locks and primers. (1852)
- Shells and Shell-Guns. (1856) ISBN 1-4181-2344-7
- Memoir of Ulric Dahlgren: By His Father, Rear-Admiral Dahlgren. ISBN 1-4181-2334-X